# Pyttipanna

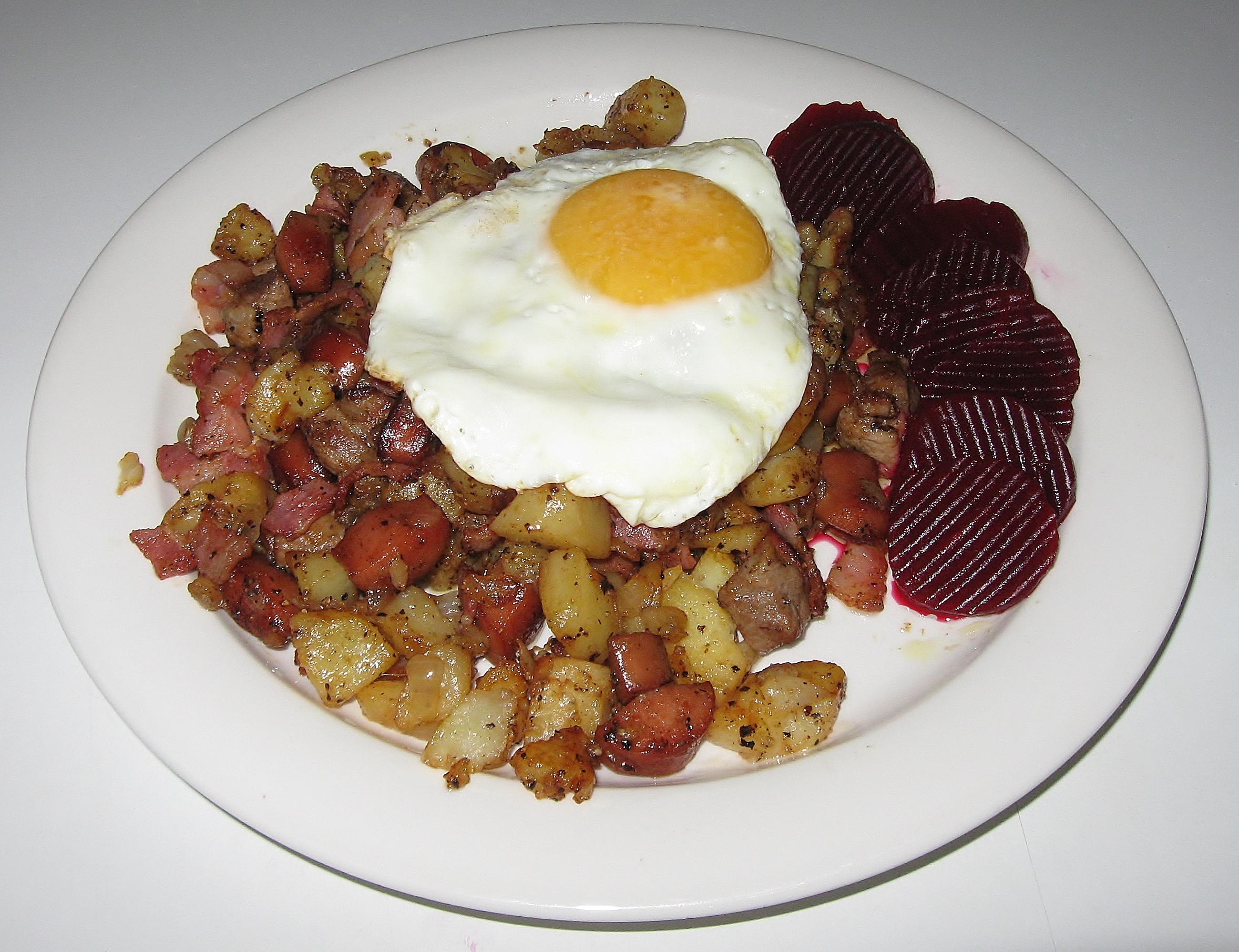
Pyttipanna

Pyttipanna, auch pytt i panna („winzig in der Pfanne“), finnisch pyttipannu, norwegisch pytt i panne, ist ein Resteessen der schwedischen Küche. In Dänemark ist das Gericht als biksemad bekannt. 
Zur Zubereitung werden gekochte Kartoffeln, Zwiebeln und Speck, Wurst oder Braten in kleine Würfel geschnitten, in der Pfanne goldgelb gebraten und mit Pfeffer und Salz gewürzt. Üblicherweise wird auf das Pyttipanna noch ein Spiegelei gegeben, als Beilage werden oft Scheiben eingemachter Roter Bete gereicht. Verschiedene Rezepte sehen weitere Zutaten vor, wie etwa Karotten oder Bohnen.
Das Gericht ist heute in vielen finnischen und schwedischen Supermärkten als tiefgekühltes Fertiggericht zu erwerben. In Deutschland wurde es bekannter, seit das Möbelkaufhaus Ikea Pyttipanna in seinen Restaurants und Shops anbietet.